# Stazione di Roma Nomentana
La stazione di Roma Nomentana è una fermata ferroviaria romana posta tra il quartiere Africano e il quartiere Monte Sacro, collegati tra loro da un sottopasso pedonale.
Alla stazione e al parcheggio di scambio si accede da via Valle d'Aosta, una strada situata tra la via Nomentana e via delle Valli.

## Storia
La fermata venne attivata il 25 novembre 1983.
Nel 2025, la stazione è stata interessata da lavori di riqualificazione del parcheggio.

## Strutture e impianti
La fermata si compone di 4 binari: i binari 1 e 2 sono posti sulla linea lenta (identificati anche come Nomentana L.L.) e vengono utilizzati per il traffico della FL1 mentre i binari 3 e 4 sono posti sulla linea merci (identificati anche come Nomentana L.M.) e chiusi al servizio viaggiatori in quanto vi transitano solo treni merci e convogli in entrata e uscita da Roma Smistamento. Tra queste due coppie di binari si trovano invece i binari passanti utilizzati dalla Ferrovia Firenze-Roma (direttissima), non attrezzati con marciapiede e non accessibili dal sottopassaggio. Tutta la stazione, ad esclusione del binario 3, è stata attrezzata con rampe per disabili.

## Movimento
Oltre ad essere di passaggio per tratte nazionali provenienti dal nord Italia, è fermata dei treni regionali della linea FL1 (Orte-Fiumicino), e di alcuni treni della FL3 (Ferrovia Roma-Capranica-Viterbo) di grande utilità per il trasporto dei numerosi pendolari nonché per i collegamenti con lo scalo aeroportuale capitolino "Leonardo Da Vinci".

## Servizi
La tipica offerta nelle ore di punta nei giorni lavorativi è di un treno ogni 15 minuti per Fiumicino Aeroporto e Fara Sabina, un treno ogni 30 minuti per Poggio Mirteto e un treno ogni ora per Orte. Nei giorni festivi le frequenze sono dimezzate.

## Interscambi
- Fermata autobus ATAC

La stazione, inoltre, è situata a circa 400 metri di distanza da via Nomentana (su cui transita la linea filoviaria 90, e altre linee come 60, 66, 351, n66, n90) e dalla stazione Libia della linea B1 della metropolitana. La stazione funge, inoltre, da capolinea per l'autobus urbano 338.